# Skyscraper (álbum)
Skyscraper (en español: Rascacielos) es el segundo álbum de estudio de David Lee Roth, publicado en 1988 por el sello Warner Bros. Alcanzó la posición n.º 6 en la lista Billboard 200 en los Estados Unidos. Contiene el sencillo "Just Like Paradise", que logró alcanzar la posición n.º 6 en la lista Billboard Hot 100 en ese mismo país.

## Lista de canciones
Todas las canciones fueron escritas por David Lee Roth y Steve Vai, excepto donde se indica.
1. "Knucklebones" (Bissonette, Bissonette, Roth) – 3:18
2. "Just Like Paradise" (Roth, Tuggle) – 4:03
3. "The Bottom Line" – 3:38
4. "Skyscraper" – 3:40
5. "Damn Good" – 5:49
6. "Hot Dog and a Shake" – 3:19
7. "Stand Up" (Roth, Tuggle) – 4:39
8. "Hina" – 4:41
9. "Perfect Timing" (Roth, Tuggle) – 3:41
10. "Two Fools a Minute" – 4:29

## Créditos
- David Lee Roth - voz
- Steve Vai - guitarra
- Billy Sheehan - bajo
- Matt Bissonette - bajo
- Gregg Bissonette - batería, percusión

## Listas

### Álbum
| Año  | Lista         | Posición |
| ---- | ------------- | -------- |
| 1988 | Billboard 200 | 6        |

### Sencillos
| Año  | Sencillo             | Lista             | Posición |
| ---- | -------------------- | ----------------- | -------- |
| 1988 | "Damn Good"          | Mainstream Rock   | 2        |
| 1988 | "Just Like Paradise" | Mainstream Rock   | 1        |
| 1988 | "Just Like Paradise" | Billboard Hot 100 | 6        |
| 1988 | "Stand Up"           | Mainstream Rock   | 5        |
| 1988 | "Stand Up"           | Billboard Hot 100 | 64       |